# Тузджуоглу Мемиш Ага
Тузджуоглу Мемиш Ага (тур. Tuzcuoğlu Memiş Ağa) (у. октябре 1817 года) — османский региональный лидер, крупный землевладелец и один из последних влиятельных деребеев (местных феодалов) восточного Причерноморья. Он возглавил ряд восстаний против османской центральной власти в начале XIX века, стремясь сохранить региональную автономию. Его борьба с османскими реформами привела к окончательному разгрому деребейской системы в 1817 году.

## Происхождение
Мемиш Ага происходил из семьи Тузджуоглу, которая изначально занималась торговлей и государственным управлением в Ризе. Его влияние было укреплено благодаря родственным связям с османской элитой, в частности его дядя занимал пост паши и губернатора Эрзурума. Мемиш Ага значительно усилил позиции семьи, участвуя в обороне от русских войск и занимая посты, такие как командующий крепостью Фаш. Его усилия привели к расширению влияния семьи на территории от Ризе до Батуми. Экономическая база семьи включала контроль над производством и транспортировкой льна, льняных тканей и других местных товаров внутри империи. Мемиш Ага использовал эти ресурсы для расширения своего политического влияния, а также за счёт личных финансовых вложений в управление провинцией. Он неоднократно предоставлял крупные кредиты османскому губернатору Сулейману, что сделало его незаменимым посредником между местными элитами и центральной властью.
Мемиш Ага был харизматичным и жестким правителем. Он сочетал политическую прагматику с традиционными формами патримониальной власти, что позволяло ему сохранять контроль над лояльными кланами и сельскими сообществами. Его правление сопровождалось как щедрыми жестами меценатства, так и суровыми мерами наказания. Согласно распространённому преданию, он, руководствуясь принципами традиционной юриспруденции и концепцией социальной гармонии, санкционировал казнь сына по просьбе отца, демонстрируя тем самым приверженность нормам патриархальной чести и политической дисциплины.

## Восстание
В 1812 году османские власти ограничили автономию деребеев, включая семью Тузджуоглу, отменив налоговые привилегии. В ответ Мемиш Ага Тузджуоглу организовал вооружённое сопротивление, собрав сторонников в Ризе, Офе и Сюрмене. К восстанию присоединились Мустафа Ага из Хопы и Аслан-бей из Батуми, что превратило конфликт в полномасштабное противостояние. В 1814 году повстанцы атаковали Трабзон, но османские подкрепления сорвали осаду.
В 1815 году османский губернатор Сулейман Заде Паша начал контрнаступление. У Сюрмене войска Тузджуоглу оказали упорное сопротивление, нанеся потери противнику. Однако османы продолжили военную кампанию, ослабляя позиции повстанцев. К 1817 году османское правительство отправило крупные силы, окончательно разгромив мятежников. Мемиш Ага Тузджуоглу бежал в Ризе, но был схвачен при содействии Хазинедароглу и казнён в октябре 1817 года, что положило конец деребейской автономии.

## Наследие
Несмотря на поражение, его преемник, Тахир Ага Тузджуоглу, в 1833 году предпринял новую попытку захвата Трабзона, но его армия была разбита губернатором Османом Пашой Хазинедароглу.